# Ctenophysis
Ctenophysis é um gênero de aranhas da família Linyphiidae descrito em 1985 e endêmico da Chile.